# Barbara Stöckl (Skilangläuferin)
Barbara Stöckl (* 24. Oktober 1956 in Kirchberg in Tirol) ist eine ehemalige österreichische Skilangläuferin.
Stöckl, die für den SK Kirchberg startete, belegte bei ihrer einzigen Teilnahme an Olympischen Winterspielen im Februar 1976 in Innsbruck den 40. Platz über 10 km und den 38. Rang über 5 km. Bei österreichischen Meisterschaften siegte sie jeweils dreimal über 5 km (1974, 1975, 1979) und 10 km (1975, 1976, 1979) und viermal mit der Tiroler Skiverbandsstaffel (1976, 1978, 1979, 1981). Zudem gewann sie im Jahr 1979 beim Toblach–Cortina-Lauf.